# 津斯维莱尔
津斯维莱尔（法語：Zinswiller，发音：[zinsvilɛʁ] 或 [t͡sinsvilɛʁ]）是法国下莱茵省的一个市镇，属于阿格诺-维桑堡区和赖什索芬县（Reichshoffen）。该市镇总面积7.14平方公里，2009年时的人口为808人。

## 人口
津斯维莱尔人口变化图示